# تروي غلاس
تروي غلاس (بالإنجليزية: Troy Glass)‏ ممثل وطباخ أمريكي ولد في 27 يوليو 2000 بدأ مشواره الفني عام 2010.

## روابط خارجية
- تروي غلاس على موقع IMDb (الإنجليزية)
- تروي غلاس على موقع قاعدة بيانات الفيلم (الإنجليزية)

- The Fine Bros on YouTube